# 岡田正
岡田 正（おかだ ただし、1957年1月1日 - ）は、長崎県出身の俳優。自転車キンクリーツカンパニー、JUN-OFFICE所属。

## 人物
身長168cm。体重83kg。血液型A型。
特技は花柳流日本舞踊、観世流能、ジャズダンス。趣味はウォーキング。
ニナガワカンパニー出身。蜷川幸雄演出の舞台に数多く出演した。

## 出演作品

### 舞台
- 蜷川幸雄演出作品
  - タンゴ・冬の終わりに（1986年、2006年）
  - オイディプス王（1986年）
  - 血の婚礼（1986年）
  - 貧民倶楽部（1986年）
  - 虹のバクテリア（1987年）
  - ギプス（1987年）
  - ハムレット(1988年、1995年、1998年）
  - 仮名手本忠臣蔵（1988年、1991年）
  - 唐版・瀧の白糸（1989年）
  - マクベス（1989年）
  - 近松心中物語（1989年）
    - 新・近松心中物語～それは恋～（2004年、2006年）

  - 盲導犬（1989年）
  - 近代能楽集「卒塔婆小町」（1990年、1991年、2000年、2001年、2005年）
  - ペールギュント（1990年）
  - 待つ（1991年、1993年、1998年、2001年、2003年、2017年）
  - リア王（1991年）
  - 七人みさき（1991年）
  - オセロー（1994年）
  - 夏の夜の夢（1994年 - 1996年、2000年、2003年）
  - セツアンの善人（1996年）
  - カルメンと呼ばれた女（1997年）
  - ローゼンクランツとギルデンスターンは死んだ（1997年）
  - にごり江（1998年）
  - KITCHEN（2005年）
  - タイタス・アンドロニカス（2006年）
  - お気に召すまま（2007年 ほか）
  - 恋の骨折り損（2007年）
  - わが魂は輝く水なり（2008年）
  - 音楽劇「ガラスの仮面」（2008年） - 源造
  - から騒ぎ（2008年）
  - 冬物語（2009年）
  - コースト・オブ・ユートピア（2009年）
  - 12人の怒れる男（2009年）
- 絢爛とか爛漫とか（1993年、1998年）
- 法王庁の避妊法（1994年、1995年）
- マクベス（1999年）
- 検察側の証人（1999年）
- 第17捕虜収容所（2001年）
- バルコン（2001年）
- あげまん（2001年）
- 幽霊はここにいる（2002年）
- ブラウニング・バージョン（2005年）
- ツーアウト（2007年）
- 煙が目にしみる（2008年）

### テレビドラマ

#### NHK
- 月曜ドラマシリーズ / 昨日の友は今日の敵?（2004年）
- 大河ドラマ
  - 新選組!（2004年） - 池田屋惣兵衛
  - 龍馬伝（2010年） - 岡本健三郎
  - 花燃ゆ（2015年）
- よるドラシリーズ / 愛と友情のブギウギ（2005年）

#### 日本テレビ
- 火曜サスペンス劇場
  - 警部補 佃次郎 第8作「女たちの事情」（1999年） - 黒田茂昭
  - 六月の花嫁シリーズ 「偽りのドレス」（2004年） - 刑事
- 怖い日曜日 「床を叩くもの」（1999年）
- 土曜ドラマ
  - よい子の味方 〜新米保育士物語〜（2003年）
  - 1ポンドの福音（2008年）
  - ボイスII 110緊急指令室（2021年） - 前園浩二
- 銭ゲバ（2009年）
- 木曜ミステリーシアター / VISION-殺しが見える女-（2012年） - 本木浩一
- 木曜ドラマ / でたらめヒーロー（2014年）

#### TBS
- 水曜ドラマスペシャル / ただ一度の人生（1986年）
- 結婚しようよ（1996年）
- 金曜ドラマ
  - ケイゾク（1999年）
  - Friends（2000年）
- to Heart 〜恋して死にたい〜（1999年）
- 池袋ウエストゲートパーク（2000年）
- 月曜ミステリー劇場 / 本人訴訟 司法浪人・鵜飼優子の挑戦（2002年）
- 東芝日曜劇場
  - サラリーマン金太郎（2002年）
  - 逃亡者 RUNAWAY（2004年）
  - 華麗なる一族（2007年）
  - 下町ロケット 特別総集編（2020年）
- First Love（2002年）
- ドラマ30 / 桜咲くまで（2004年）
- ドールハウス（2004年）
- 夢で逢いましょう（2005年）
- 白夜行（2006年）
- 愛の劇場 / スイーツドリーム（2006年）
- 火曜ドラマ
  - ホテルコンシェルジュ（2015年）
  - 王様に捧ぐ薬指（2023年） - 老夫婦

#### フジテレビ
- 木曜劇場
  - 都合のいい女（1993年）
  - イヴ 〜Santaclaus Dreaming〜（1997年）
  - アフリカの夜（1999年）
  - 美女か野獣（2003年） - 「若大将」店主
  - Oh,My Dad!!（2013年）
  - Chef〜三ツ星の給食〜（2016年） - 八百屋
  - ギークス〜警察署の変人たち〜（2024年） - 伊瀬儀洋
- 金曜エンタテインメント
  - おふくろシリーズ 第15作「おふくろの旅立ち」（1999年）
  - さよなら、小津先生 スペシャル（2004年）
- 水曜劇場 / 涙をふいて（2000年）
- 女優・杏子（2001年）
- 古畑任三郎（2004年）
- アットホーム・ダッド（2004年）
- 不機嫌なジーン（2005年）
- 松本清張ドラマスペシャル・死の発送（2014年） - 住職
- コンフィデンスマンJP（2018年） - 横井国土大臣

#### テレビ朝日
- 土曜ワイド劇場
  - 西村京太郎トラベルミステリー 第34作「津軽陸中殺人ルート」（2000年）
  - 混浴露天風呂連続殺人 第24作「大誘拐! 秘湯捜査線 蔵王〜銀山〜赤倉〜泥湯〜鎌先温泉」（2004年） - 岡田刑事
- はみだし刑事情熱系（2002年）
- 木曜ドラマ
  - TRICK -Troisième partie-（2003年）
  - 就活家族〜きっと、うまくいく〜（2017年） - 同窓生
  - ドクターX〜外科医・大門未知子〜（2017年） - 日本医師倶楽部
- 第3回テレビ朝日21世紀新人シナリオ大賞ドラマ 「3時のおやつ」（2004年）
- 相棒
  - （2004年） - 居酒屋店主
  - （2010年） - 今井孝雄
  - （2018年） - 政道神大
  - （2022年） - 増本
  - （2025年） - 虻川徹 ※岡本正と誤記
- 金曜ナイトドラマ
  - 時効警察（2006年）
  - 家政夫のミタゾノ（2018年） - 里島
- 仮面ライダーシリーズ
  - 仮面ライダーカブト（2006年） - 豆腐屋[3]
  - 仮面ライダーキバ（2008年） - 小金井[4]

#### テレビ東京
- 田舎で暮らそうよ（1999年）
- TOKAGE 警視庁特殊犯捜査係（2025年6月30日） - 臼田康治 役[5]

#### BS日テレ
- 妙高のたからもの（2022年）

#### BS-i
- ケータイ刑事 銭形シリーズ
  - ケータイ刑事 銭形舞（2003年）
  - ケータイ刑事 銭形零（2005年）

#### BS朝日
- ラストメール2〜いちじく白書〜（2009年）

#### WOWOW
- 連続ドラマW / パレートの誤算 〜ケースワーカー殺人事件（2020年）

### 映画
- 青の炎（2003年）
- 69 sixty nine（2004年） - 自転車の巡査
- バースデー・ウェディング（2005年）
- 松ヶ根乱射事件（2007年） - 荻野健次
- 宮城野（2008年）
- 愛のむきだし（2009年） 司教
- 人魚の眠る家（2018年）
- ミドリムシの姫（2022年）

### ラジオ
- FMシアター 「渚のバッド・エンド」（2000年、NHK-FM放送）
- ON THE WAY COMEDY 道草（2005年、TOKYO FM）
- MIDNIGHT UPLIGHT（2005年、J-WAVE）

### 配信ドラマ
- 伝染るんです。（2009年、BeeTV）

### CM
- タカラ e-kara（2000年）
- 関西電力 「クリーンイメージ」篇（2003年）
- うま～くヌレール（2005年）
- かんぽ生命保険（2008年）

### WEB
- AGA（2005年、So-net）